# Anticharis scoparia
Anticharis scoparia är en flenörtsväxtart som först beskrevs av Ernst Meyer och George Bentham, och fick sitt nu gällande namn av William Philip Hiern, George Bentham och Hook. f.. Anticharis scoparia ingår i släktet Anticharis och familjen flenörtsväxter. Inga underarter finns listade i Catalogue of Life.